# داریوش طلایی
داریوش طلایی (زادهٔ ۲۶ بهمن ۱۳۳۱ در تهران) موسیقی‌دان، نوازندهٔ تار و سه‌تار و آهنگساز اهل ایران است. او به خاطر کتاب تحلیل ردیف برندهٔ جایزهٔ کتاب سال ایران در سال ۱۳۹۵ شد. طلایی این کتاب را نقطه عطفی در زندگی هنری و علمی خود نامیده‌است.

## زندگی
داریوش طلایی در ۲۶ بهمن ۱۳۳۱ در خانواده‌ای علاقه‌مند به موسیقی متولد شد.

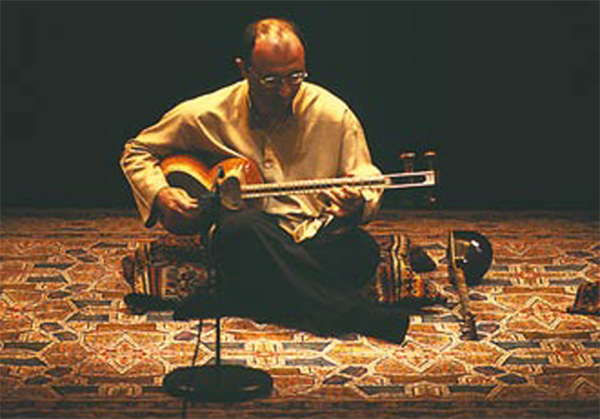
داریوش طلایی در حال اجرای کنسرت

او از یازده سالگی به هنرستان موسیقی رفت و به تحصیل موسیقی کلاسیک غربی و موسیقی ایرانی با ساز تخصصی تار پرداخت. آموختن تار در همان هنرستان نزد علی‌اکبر شهنازی باعث علاقه خاص او به ساز تار و موسیقی ایرانی شد. پس از گرفتن دیپلم هنرستان هم‌زمان به تحصیل در رشته موسیقی دانشکده هنرهای زیبای دانشگاه تهران و کار در مرکز حفظ و اشاعه موسیقی پرداخت. در این مرکز با تشکیل و سرپرستی گروه موسیقی برنامه‌هایی از موسیقی اصیل ایرانی در چندین دوره جشن هنر شیراز اجرا کرد. داریوش طلایی طی این دوران نزد استادانی چون علی اکبر شهنازی، نور علی برومند، عبدالله دوامی، یوسف فروتن و سعید هرمزی به تکمیل آموخته‌های خود در سنت‌ها و مکاتب مختلف موسیقی دستگاهی ایرانی پرداخت.

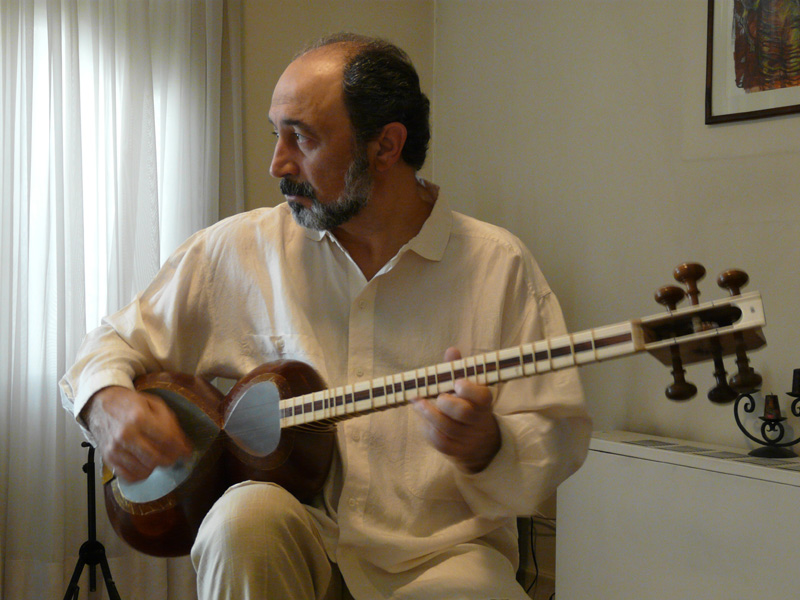
داریوش طلایی در حال نواختن تار

پس از اتمام تحصیلات دانشگاه او از سال ۱۳۵۵ در دانشگاه تهران به عنوان عضو هیئت علمی دانشگاه، موسیقی ایرانی تدریس کرد. وی در سال ۱۳۵۸ با دریافت بورسیه از دولت فرانسه برای ادامه تحصیل عازم کشور فرانسه شد و ضمن تحصیل موسیقی‌شناسی تا مقطع دکتری در دانشگاه نانتر به شناساندن موسیقی ایرانی از طریق تدریس، اجرای کنسرت و انتشار موسیقی ایرانی در اروپا و آمریکا پرداخت.
داریوش طلایی از زمان بازگشت به ایران در سال ۱۳۷۱ تا کنون عضو هیئت علمی گروه موسیقی دانشگاه تهران است و طی این سال‌ها ضمن تدریس در دانشگاه به تألیف آثار موسیقی و اجرای کنسرت پرداخته‌است.
داریوش طلایی با تغییراتی در ساز «تار» با طرحی موسوم به «نوتار»، در اسفند ۱۳۹۷ رتبهٔ نخست پژوهش‌های کاربردی در گروه تخصصی هنر سی و دومین جشنواره بین‌المللی خوارزمی را کسب نمود. البته کیوان ساکت در این باره اظهار کرده‌است که این ساز اولین بار توسط غلامحسین نورجهان در ۶۰ سال پیش ابداع و ساخته‌شده‌است و امروزه در موزه موسیقی تهران قرار گرفته‌است.
او در بهمن ۱۳۸۳، در مراسم اختتامیهٔ بیستمین جشنوارهٔ موسیقی فجر، مورد تقدیر قرار گرفت. داریوش طلایی در فروردین ۱۳۹۸، جایزهٔ ویژهٔ بنیاد مستقل آقاخان در پرتغال را دریافت نمود.

## آثار
از جمله آثار داریوش طلایی به موارد زیر می‌توان اشاره نمود:
- «جنگ و صلح» با همراهی تمبک «ناصر فرهنگ‌فر»، مؤسسه فرهنگی هنری ماهور - ۱۳۹۱[۸]
- «دلگشا ۱»، (بداهه نوازی تار) آوای باربد - ۱۳۸۹
- «دلگشا ۲»، (بداهه نوازی سه‌تار) آوای باربد - ۱۳۸۹
- «جلوه گل» به خوانندگی «علیرضا قربانی» و تمبک‌نوازی «جمشید شمیرانی»، آوای باربد - ۱۳۸۹
- «سایه روشن» با همراهی تمبک «مجید خلج» مؤسسه فرهنگی هنری ماهور - ۱۳۸۲[۹]
- «چهارگاه»، مؤسسه فرهنگی هنری ماهور - ۱۳۸۲
- «تک‌نوازی سه‌تار» با همراهی تمبک «جمشید شمیرانی» مؤسسه فرهنگی هنری ماهور - ۱۳۷۶[۱۰]
- «شب وصل» (تک‌نواز و هم‌نواز)، به خوانندگی «محمدرضا شجریان»، مؤسسه فرهنگی هنری دل آواز - ۱۳۷۶
- «کنسرتی دیگر» به خوانندگی «شهرام ناظری» و همراهی دف و تمبک «بیژن کامکار» مؤسسه فرهنگی هنری ماهور - ۱۳۷۲[۱۱]
- «دود عود» (هم‌نواز آواز) به خوانندگی «محمدرضا شجریان»، آهنگ‌سازی «پرویز مشکاتیان» و تنظیم کامبیز روشن‌روان، مؤسسه فرهنگی هنری چهار باغ بانگ- ۱۳۶۸[۱۲]
- Calligraphies Vocales همراه با علیرضا قربانی و جمشید شمیرانی (منتشر شده در خارج از ایران)
- ردیف‌سازی و آوازی به همراه رضوی سروستانی

## کتاب‌ها
- تحلیل ردیف (بر اساس نت‌نویسی ردیف میرزا عبدالله با نمودارهای تشریحی)، نشر نی
- نگرشی نو به تئوری موسیقی ایرانی، مؤسسه فرهنگی هنری ماهور
- ردیف میرزا عبدالله
- ۲۳ قطعه از پیش‌درآمدها و رنگ‌های علی اکبر شهنازی
- کتاب ردیف دوره عالی  علی اکبر شهنازی[۱۳]